# Bolitoglossa pandi
Bolitoglossa pandi är en groddjursart som beskrevs av Arden H. Brame, Jr. och David Burton Wake 1963. Bolitoglossa pandi ingår i släktet Bolitoglossa och familjen lunglösa salamandrar. IUCN kategoriserar arten globalt som starkt hotad. Inga underarter finns listade.